# Kuttainen
Kuttainen – miejscowość (tätort) w Szwecji, w regionie administracyjnym (län) Norrbotten, w gminie Kiruna.
Według danych Szwedzkiego Urzędu Statystycznego liczba ludności wyniosła: 218 (31 grudnia 2015), 234 (31 grudnia 2018) i 219 (31 grudnia 2019).